# Dichiarazione universale dei diritti dell'animale
La Dichiarazione universale dei diritti dell'animale è un documento sottoscritto dalla L.I.D.A. ed altre associazioni animaliste il 15 ottobre 1978 presso la sede dell'UNESCO a Parigi. Pur non avendo valore giuridico, ha lo scopo di proporre un codice etico di rispetto verso l'ambiente e ogni animale.
Il documento mira ad indicare, sul piano giuridico, un percorso verso il riconoscimento di diritti veri e propri all'animale, inteso come essere senziente, soggetto della propria vita e portatore di interessi. 
Dal XX secolo in poi si è presentata la necessità di un documento che attestasse il rispetto di ogni forma di vita rappresentando così la presa di responsabilità dell’uomo nei confronti dell’animale. Il benessere degli animali può essere definito “lo stato di completa sanità fisica e mentale che consente all’animale di vivere in armonia con il suo ambiente” (definizione OMS/Hughes 1976). Si rendono quindi necessarie le 5 libertà del Brambell Report del 1965:
1)     Libertà alla fame e alla sete per favorire lo stato di salute
2)     Libertà nell'avere un ambiente fisico adeguato
3)     Libertà di malattie e di cure adeguate
4)     Libertà di manifestare le caratteristiche comportamentali specifiche
5)     Libertà al timore, evitando le sofferenze
La Dichiarazione proclama che:
Articolo 1
Tutti gli animali nascono uguali davanti alla vita e hanno gli stessi diritti all’esistenza.
Articolo 2
a) Ogni animale ha diritto al rispetto;
b)  l’uomo, in quanto specie animale, non può attribuirsi il diritto di sterminare gli altri animali o di sfruttarli violando questo diritto. Egli ha il dovere di mettere le sue conoscenze al servizio degli animali;
c) ogni animale ha diritto alla considerazione, alle cure e alla protezione dell’uomo.
Articolo 3
a)  Nessun animale dovrà essere sottoposto a maltrattamenti e ad atti crudeli;
b) se la soppressione di un animale è necessaria, deve essere istantanea, senza dolore, né angoscia.
Articolo 4
a) Ogni animale che appartiene ad una specie selvaggia ha il diritto di vivere libero nel suo ambiente naturale terrestre, aereo o acquatico e ha il diritto di riprodursi;
b) ogni privazione di libertà, anche se a fini educativi, è contraria a questo diritto.
Articolo 5
a) Ogni animale appartenente ad una specie che vive abitualmente nell’ambiente dell’uomo ha diritto di vivere e di crescere secondo il ritmo e nelle condizioni di vita e di libertà che sono proprie della sua specie;
b) ogni modifica di questo ritmo e di queste condizioni imposta dall’uomo a fini mercantili è contraria a questo diritto.
Articolo 6
a) Ogni animale che l’uomo ha scelto per compagno ha diritto ad una durata della vita conforme alla sua naturale longevita’;
b) l’abbandono di un animale è un atto crudele e degradante.
Articolo 7
Ogni animale che lavora ha diritto a ragionevoli limitazioni di durata e intensità di lavoro, ad un’alimentazione adeguata e al riposo.
Articolo 8
a) La sperimentazione animale che implica una sofferenza fisica o psichica è incompatibile con i diritti dell’animale sia che si tratti di una sperimentazione medica, scientifica, commerciale, sia d’ogni altra forma di sperimentazione;
b) le tecniche sostitutive devono essere utilizzate e sviluppate.
Articolo 9
Nel caso che l’animale sia allevato per l’alimentazione deve essere nutrito, alloggiato, trasportato e ucciso senza che per lui ne risulti ansietà’ e dolore.
Articolo 10
a) Nessun animale deve essere usato per il divertimento dell’uomo;
b) le esibizioni di animali e gli spettacoli che utilizzano degli animali sono incompatibili con la dignità dell’animale.
Articolo 11
Ogni atto che comporti l’uccisione di un animale senza necessità è un biocidio, cioè un delitto contro la vita.
Articolo 12
a) Ogni atto che comporti l’uccisione di un gran numero di animali selvaggi è un genocidio, cioè un delitto contro la specie;
b) l’inquinamento e la distruzione dell’ambiente naturale portano al genocidio.
Articolo 13
a) L’animale morto deve essere trattato con rispetto;
b) le scene di violenza di cui gli animali sono vittime devono essere proibite al cinema e alla televisione salvo che non abbiano come fine di mostrare un attentato ai diritti dell’animale.
Articolo 14
a) Le associazioni di protezione e di salvaguardia degli animali devono essere rappresentate a livello governativo;
b) i diritti dell’animale devono essere difesi dalla legge come i diritti dell’uomo